# Srbi u Sloveniji
Srbi u Sloveniji predstavljaju drugu najbrojniju etničku skupinu (poslije Slovenaca) u Republici Sloveniji.

## Povijest
Srbi su se na teritoriju Slovenije u većem broju počeli pojavljivati 1530., kada su bježeći pred osmanskom najezdom naselili sjevernu stranu Žumberačke gore, a u nešto većem broju počeli prelaziti Kupu i naseljavati Belu Krajinu. Oni tada osnivaju sedam naselja: Bojanci, Marin Do (Marindol), Adlešići (Adlešiči), Paunovići (Paunoviči), Perudina, Žunići (Žuniči) i Vinica.
1880. podignuta je i osnovna škola, čija se nastava održavala na srpskom jeziku, a ukinuta je 1964. pod navodom da nema dovoljno učenika.
Od dolaska na ove prostore, pravoslavci su živjeli izolirano od slovenskog društva.
Prije Drugog svjetskog rata u Dravskoj banovini, živjelo je oko 7.000 pravoslavaca.
Izbijanjem rata i po okupaciji, većina Srba otišla je u partizane. Na Kupi se 1942. stvara prvi slobodni teritorij u Sloveniji. Prvi popis 1948. pokazao je da u Sloveniji živi 7.048 Srba i 521 Crnogorac.
Najmasovnije naseljavanje Srba u Sloveniju zbilo se 70-ih i 80-ih godina 20. stoljeća. Od 1948. pa do 1991. u Sloveniju se doselilo 111.905 stanovnika, od kojih je 22% iz Srbije, 3% iz Crne Gore i 30% iz BiH. Neke procjene koje su vršene 1991. tvrdile su da u Sloveniji živi oko 100.000 pravoslavaca.
U Žumberku je bilo nekoliko desetina pravoslavnih starosjedilaca.
Adam Pribićević u knjizi "Naseljavanje Srba po Hrvatskoj i Dalmaciji" u poglavlju o naseljavanju u Varaždinskom generalatu, navodi podatak da je Srba bilo i u Štajerskoj, oko Maribora i Ptuja.

## Demografija
U tablici ispod prikazane su promjene u broju pripadnika srpske nacionalnosti na različitim popisima stanovništva:
| Godina popisa                             | 1953.  | 1961.  | 1971.  | 1981.  | 1991.  | 2002.  |
| ----------------------------------------- | ------ | ------ | ------ | ------ | ------ | ------ |
| Broj pripadnika srpske nacionalne manjine | 11.225 | 13.609 | 20.209 | 41.695 | 47.401 | 38.964 |
| Postotak od ukupnog stanovništva          | 0,77%  | 0,86%  | 1,2%   | 2,27%  | 2,48%  | 1,98%  |

## Položaj Srba u Sloveniji
Srbi, iako su najbrojnija etnička skupina poslije Slovenaca, nemaju status nacionalne manjine. Zbog toga ne postoje ni škole, mediji niti institucije koje bi njegovale srpski nacionalni identitet.

## Poznate osobe
- Milenko Aćimović, nogometaš
- Siniša Anđelković, nogometaš
- Goran Dragić, košarkaš[3]
- Zoran Dragić, košarkaš[3]
- Luka Dončić, košarkaš[3]
- Saša Dončić, košarkaški trener
- Jovan Hadži, zoolog
- Spomenka Hribar, pisac, sociolog i političar
- Smiljana Ilić, pjesnikinja[4]
- Sara Isakovič, plivačica ↓1
- Marinko Jagodić, pjesnik[4]
- Zoran Janković, gospodarstvenik i političar, gradonačelnik Ljubljane
- Dušan Jovanović, kazališni redatelj
- Marko Milić, košarkaš
- Radoslav Nesterović, košarkaš
- Aleksej Nikolić, košarkaš[3]
- Milivoje Novaković, nogometaš
- Danilo Popivoda, nogometaš
- Dalibor Stevanović, nogometaš
- Slaviša Stojanović, nogometni trener
- Marija Šestak, atletičarka
- Saša Vujačić, košarkaš
- Marko Vukićević, reprezentativac Srbije u alpskom skijanju
- Saša Zagorac, košarkaš[3]
- Željko Zagorac, košarkaš[3]